# Primer ministro de Samoa
El primer ministro de Samoa es el jefe de gobierno del Estado Independiente de Samoa.

## Historia
El primer titular del cargo fue Albert Barnes Steinberger, quien originalmente representó al gobierno de Estados Unidos en el archipiélago de Samoa, en el área de intereses comerciales alemanes. Después de que las autoridades nativas de las islas adoptaron la Constitución de 1873, Steinberger fue nombrado primer ministro por el rey Malietoa Laupepa en julio de 1875. Ocupó este cargo durante siete meses antes de que los cónsules británico y estadounidense persuadieran a Laupepa para que lo destituyera, viendo que su papel interfería con la presencia alemana en las islas. Durante las siguientes dos décadas, no hubo primer ministro, y en 1899 Samoa cayó bajo el dominio colonial de las potencias occidentales, siendo dividida como una colonia alemana y una colonia estadounidense al final de la Segunda Guerra Civil Samoana, según a los términos de la Convención Tripartita.
Al comienzo de la Primera Guerra Mundial, Samoa alemana fue ocupada por Nueva Zelanda en 1914, y posteriormente fue organizada como un protectorado de Nueva Zelanda en 1920. El territorio se independizó en 1962 como Estado Independiente de Samoa. La Constitución, adoptada en 1960 durante el período transitorio de autonomía, establece que el poder ejecutivo reside en el jefe de Estado (O le Ao o le Malo), elegido por la Asamblea Legislativa, y que actúa solo por recomendación del gobierno. El jefe de Estado tiene un papel ceremonial. El verdadero poder ejecutivo lo ejerce el primer ministro y su gabinete. El primer ministro es nombrado por el jefe de Estado como miembro de la Asamblea Legislativa que goza de la confianza de la mayoría en la asamblea (Artículo 32 (2) (a)). El primer ministro puede ser destituido de su cargo por la asamblea (Artículo 33 (1) (b)). Samoa es así una democracia parlamentaria basada en el sistema Westminster.

## Lista de primer ministro (1875-presente)
| N.º                                                             | Nombre                        | Imagen |  | Período                  | Período                  | Partido | Partido       | O le Ao o le Malo (jefe de Estado)              |
| N.º                                                             | Nombre                        | Imagen |  | Inicio                   | Final                    | Partido | Partido       | O le Ao o le Malo (jefe de Estado)              |
| --------------------------------------------------------------- | ----------------------------- | ------ |  | ------------------------ | ------------------------ | ------- | ------------- | ----------------------------------------------- |
| 1                                                               | Albert Barnes Steinberger     |        |  | 22 de mayo de 1875       | 8 de febrero de 1876     |         | Independiente | Malietoa Laupepa                                |
| Sin primer ministro (8 de febrero de 1876-1 de octubre de 1959) |                               |        |  |                          |                          |         |               |                                                 |
| 2                                                               | Mata'afa Mulinu'u             |        |  | 1 de octubre de 1959     | 25 de febrero de 1970    |         | Independiente | Meaʻole Tanumafili II                           |
| 3                                                               | Tupua Tamasese Lealofi IV     |        |  | 25 de febrero de 1970    | 20 de marzo de 1973      |         | Independiente | Tanumafili II                                   |
| (2)                                                             | Mata'afa Mulinu'u             |        |  | 20 de marzo de 1973      | 20 de mayo de 1975       |         | Independiente | Tanumafili II                                   |
| –                                                               | Tupua Tamasese Lealofi IV     |        |  | 20 de mayo de 1975       | 24 de marzo de 1976      |         | Independiente | Tanumafili II                                   |
| 4                                                               | Tuiatua Tupua Tamasese Efi    |        |  | 24 de marzo de 1976      | 13 de abril de 1982      |         | Independiente | Tanumafili II                                   |
| 5                                                               | Va'ai Kolone                  |        |  | 13 de abril de 1982      | 18 de septiembre de 1982 |         | HRPP          | Tanumafili II                                   |
| (4)                                                             | Tuiatua Tupua Tamasese Efi    |        |  | 18 de septiembre de 1982 | 31 de diciembre de 1982  |         | Independiente | Tanumafili II                                   |
| 6                                                               | Tofilau Eti Alesana           |        |  | 31 de diciembre de 1982  | 30 de diciembre de 1985  |         | HRPP          | Tanumafili II                                   |
| (5)                                                             | Va'ai Kolone                  |        |  | 30 de diciembre de 1985  | 8 de abril de 1988       |         | HRPP          | Tanumafili II                                   |
| (6)                                                             | Tofilau Eti Alesana           |        |  | 8 de abril de 1988       | 23 de noviembre de 1998  |         | HRPP          | Tanumafili II                                   |
| 7                                                               | Tuila'epa Sailele Malielegaoi |        |  | 23 de noviembre de 1998  | 23 de julio de 2021      |         | HRPP          | Tanumafili II Tufuga Efi Vaʻaletoʻa Sualauvi II |
| 8                                                               | Naomi Mata'afa                |        |  | 24 de mayo de 2021       | Titular                  |         | FAST          | Vaʻaletoʻa Sualauvi II                          |

Nota
- Primer ministro interino

### Fuente
- World Statesmen – Samoa